# NGC 6802
NGC 6802 este o galaxie situată în constelația Vulpea. A fost descoperită în 11 iulie 1784 de către William Herschel.